# Oostelijk halfrond
Het oostelijk halfrond is de helft van de wereld, liggend ten oosten van de nulmeridiaan en ten westen van de 180-gradenmeridiaan. Tussen deze twee meridianen wordt de oost-westpositie op de wereldbol aangeduid in oosterlengte.
De verdeling in halfronden past bij het kompas. Vroeger werd ook daar vanuit het noorden en zuiden in oostelijke of westelijke richting geteld. Op de Internationale Meridiaanconferentie van 1884 werd de meridiaan van Greenwich als uitgangswaarde gekozen, mede omdat de scheepvaart deze goeddeels reeds als referentiemeridiaan gebruikte.
De andere helft van de wereldbol wordt het westelijk halfrond genoemd.